# Ткачук, Василий Михайлович
Васи́лий Миха́йлович Ткачу́к (укр. Василь Михайлович Ткачук, 10 декабря 1933, Королевка, Станиславовское воеводство, Польская Республика — 8 мая 2015, Украина) — украинский государственный и политический деятель, депутат Ивано-Франковского областного совета (с 2002 года), инвестор первой в СССР коммерческой газеты «Агро». Герой Социалистического Труда (1982). Герой Украины (2002).

## Биография
Родился 10 декабря 1933 года в селе Королевка Коломыйского района Ивано-Франковской области. Украинец.
Окончил: Ивано-Франковский институт нефти и газа (1970), инженер; Львовский политехнический институт, экономист.
- 1950−1952 — ученик слесаря, газосварщик паровозного депо станции «Коломыя» Львовской железной дороги.
- 1952−1956 — служба в армии на Балтийском флоте.
- 1956−1968 — механик, заведующий производством, директор Подгайчиковского спиртзавода.
- 1968−1987 — председатель колхоза «Знамя коммунизма», с. Подгайчики Коломыйского района.
- 1987−1992 — председатель правления агрофирмы «Прут».
- 6 февраля 1988 года — при его финансовой помощи выходит первый номер первой в СССР коммерческой газеты «Агро» (г. Коломыя).
- 29.02.1992−08.12.1992 — Министр сельского хозяйства и продовольствия Украины.[1]
- С 1993 — председатель правления, председатель наблюдательного совета агрофирмы «Прут».

Депутат Верховного Совета СССР (1985 − 1989), народный депутат СССР (1989−1991) от Ивано-Франковской области.
С марта 1998 по апрель 2002 — народный депутат Украины 3-го созыва. Член фракции НДП (05.1998 − 12.1999), член группы «Возрождение регионов» (12.1999 − 04.2001), член группы «Регионы Украины» (04.−11.2001), член фракции «Регионы Украины» (с 11.2001). Секретарь Комитета по вопросам экологической политики, природоиспользования и ликвидации последствий Чернобыльской катастрофы (с 07.1998).

### Семья
- Отец — Михаил Юрьевич (1910—1945); мать — Мария Степановна (1915—1977).
- Жена — Анастасия Тихоновна (род. 1932) — пенсионерка.
- Сыновья — Любомир (род. 1957, сотрудник агрофирмы «Прут»); Михаил (1959—1992).
- Дочери — Светлана (род. 1964, предприниматель); Ульяна — (род. 1983, магистрантка Дипломатической академии МИД Украины).

## Награды
- Герой Социалистического Труда (03.1982).
- Герой Украины (с вручением ордена Державы, 19.01.2002 — за выдающиеся личные заслуги перед Украинским государством в развитии сельского хозяйства, многолетнюю плодотворную общественно-политическую деятельность).
- Награждён орденами Ленина (1976, 1982), Трудового Красного Знамени (1972), а также орденами князя Ярослава Мудрого V ст. (11.2000) и орденом УПЦ Святого равноапостольного князя Владимира III ст. (1999).
- Знак отличия Президента Украины — юбилейная медаль «20 лет независимости Украины» (19 августа 2011 года)[3]
- Заслуженный работник сельского хозяйства Украинской ССР (1978).